# Volkan Oezdemir
Volkan Oezdemir (ur. 19 września 1989 w Fryburgu) – szwajcarski kickboxer oraz zawodnik mieszanych sztuk walki (MMA) walczący w kategorii półciężkiej. Były zawodnik Bellator MMA. Aktualnie związany z największą organizacją MMA na świecie – UFC, w której był pretendentem do tytułu mistrzowskiego w wadze półciężkiej.

## Życiorys
Oezdemir urodził się we francuskojęzycznej części Szwajcarii. Jego ojciec z Turcji jest etnicznie Kurdyjczykiem, a jego matka jest Szwajcarką. Podczas wizyty w Holandii i treningu w klubie Golden Glory zaprzyjaźnił się z Alistairem Overeemem. Oezdemir później startował w amatorskim i zawodowym kickboxingu, a także w brazylijskim jiu-jitsu, zanim przeszedł do mieszanych sztuk walki.

## Osiągnięcia

### Mieszane sztuki walki
- 2013: Zwycięzca turnieju Valhalla: Battle of the Vikings
- 2017: Newcomer of the Year[7]
- 2017: Breakthrough Fighter of the Year wg. Sherdog[8]
- 2017: Breakout Fighter of the Year wg. MMAjunkie.com[9]
- 2017: Newcomer of the Year wg. Bloody Elbow[10]
- 2017:  Best UFC Breakout Star wg. MMA Sucka[11]

## Lista zawodowych walk MMA
| Wynik     | Bilans | Przeciwnik (bilans przed walką) | Rozstrzygnięcie                          | Runda | Czas | Rozgrywki                                                | Data       | Miejsce    | Uwagi                                                                      |
| --------- | ------ | ------------------------------- | ---------------------------------------- | ----- | ---- | -------------------------------------------------------- | ---------- | ---------- | -------------------------------------------------------------------------- |
| Przegrana | 20-8   | Carlos Ulberg (10-1)            | Decyzja (jednogłośna)                    | 3     | 5:00 | UFC Fight Night: Yan vs. Figueiredo                      | 23.11.2024 | Makau      |                                                                            |
| Wygrana   | 20-7   | Johnny Walker (21-8. 1 NC)      | KO (hak)                                 | 1     | 2:28 | UFC Fight Night: Whittaker vs. Aliskerov                 | 22.06.2024 | Rijad      | Bonus za występ wieczoru                                                   |
| Wygrana   | 19-7   | Bogdan Guskov (14-2)            | Poddanie (duszenie zza pleców)           | 1     | 3:46 | UFC Fight Night: Gane vs. Spivak                         | 02.09.2023 | Paryż      |                                                                            |
| Przegrana | 18-7   | Nikita Kryłow (28-9)            | Decyzja (jednogłośna)                    | 3     | 5:00 | UFC 280                                                  | 22.10.2022 | Abu Zabi   |                                                                            |
| Wygrana   | 18-6   | Paul Craig (16-4-1)             | Decyzja (jednogłośna)                    | 3     | 5:00 | UFC Fight Night: Aspinall vs. Blaydes                    | 23.07.2022 | Londyn     |                                                                            |
| Przegrana | 17-6   | Magomied Ankalajew (15-1)       | Decyzja (jednogłośna)                    | 3     | 5:00 | UFC 267                                                  | 30.10.2021 | Abu Zabi   |                                                                            |
| Przegrana | 17-5   | Jiří Procházka (26-3-1)         | KO (ciosy pięściami)                     | 2     | 0:49 | UFC 251                                                  | 11.07.2020 | Abu Zabi   |                                                                            |
| Wygrana   | 17-4   | Aleksandar Rakić (12-1)         | Decyzja (niejednogłośna)                 | 3     | 5:00 | UFC Fight Night: Edgar vs. The Korean Zombie             | 21.12.2019 | Busan      | Co-Main Event                                                              |
| Wygrana   | 16-4   | Ilir Latifi (14-6)              | KO (ciosy pięściami)                     | 2     | 4:31 | UFC Fight Night: Shevchenko vs. Carmouche 2              | 10.08.2019 | Montevideo | Bonus za występ wieczoru                                                   |
| Przegrana | 15-4   | Dominick Reyes (10-0)           | Decyzja (niejednogłośna)                 | 3     | 5:00 | UFC on ESPN+ 5: Till vs. Masvidal                        | 16.03.2019 | Londyn     |                                                                            |
| Przegrana | 15-3   | Anthony Smith (31-13)           | Poddanie (duszenie zza pleców)           | 3     | 4:26 | UFC Fight Night: Volkan vs. Smith                        | 27.10.2018 | Moncton    | Main Event                                                                 |
| Przegrana | 15-2   | Daniel Cormier (19-1)           | TKO (ciosy pięsciami)                    | 2     | 2:00 | UFC 220                                                  | 20.01.2018 | Boston     | Pojedynek o pas mistrzowski UFC w wadze półciężkiej. co-Main Event         |
| Wygrana   | 15-1   | Jimi Manuwa (17-2)              | KO (ciosy pięściami)                     | 1     | 0:42 | UFC 214                                                  | 29.07.2017 | Anaheim    | Bonus za występ wieczoru                                                   |
| Wygrana   | 14-1   | Michaił Cyrkunow (13-2)         | KO (cios pięścią)                        | 1     | 0:28 | UFC Fight Night: Gustafsson vs. Teixeira                 | 28.05.2017 | Sztokholm  |                                                                            |
| Wygrana   | 13-1   | Ovince Saint Preux (19-9)       | Decyzja (niejednogłośna)                 | 3     | 5:00 | UFC Fight Night: Bermudez vs. The Korean Zombie          | 04.02.2017 | Houston    | Debiut w UFC                                                               |
| Wygrana   | 12-1   | Alikhan Vakhaev (4-1)           | Decyzja (jednogłośna)                    | 3     | 5:00 | World Fighting Championship Akhmat 17: Grand Prix Akhmat | 09.04.2016 | Grozny     | Ćwierćfinał Grand Prix World Fighting Championship Akhmat w wadze ciężkiej |
| Wygrana   | 11-1   | Paco Estevez (2-3)              | TKO (ciosy pięściami)                    | 1     | N/A  | SHC 10: Carvalho vs. Belo                                | 20.09.2014 | Genewa     | Pojedynek w kategorii ciężkiej                                             |
| Przegrana | 10-1   | Kelly Anundson (6-2)            | Poddanie (neck cranck)                   | 2     | 3:19 | Bellator 115                                             | 04.04.2014 | Reno       |                                                                            |
| Wygrana   | 10-0   | Josh Lanier (8-7)               | TKO (ciosy pięściami i łokciami)         | 1     | 3:13 | Bellator 105                                             | 25.10.2013 | Rio Rancho | Debiut w Bellator MMA                                                      |
| Wygrana   | 9-0    | David Round (11-9)              | TKO (ciosy pięściami)                    | 1     | N/A  | World Kickboxing Network Valhalla: Battle of the Vikings | 09.03.2013 | Aarhus     | Wygrał turniej Valhalla: Battle of the Vikings                             |
| Wygrana   | 8-0    | Angelier Benjamin (4-0)         | KO (ciosy pięściami)                     | 1     | 0:45 | World Kickboxing Network Valhalla: Battle of the Vikings | 09.03.2013 | Aarhus     | Półfinał turnieju Valhalla: Battle of the Vikings                          |
| Wygrana   | 7-0    | Mohamed Benyaich (0-0)          | TKO (ciosy pięściami)                    | 1     | 0:15 | World Kickboxing Network Valhalla: Battle of the Vikings | 09.03.2013 | Aarhus     | Ćwierćfinał turnieju Valhalla: Battle of the Vikings                       |
| Wygrana   | 6-0    | Mohamed Amidi (0-0)             | TKO (ciosy pięściami)                    | 1     | 1:59 | SHC 6: Belo vs. Rodriguez                                | 06.10.2012 | Genewa     | Pojedynek w kategorii ciężkiej                                             |
| Wygrana   | 5-0    | Bruno Farias Grancheux (1-0)    | TKO (ciosy pięściami)                    | 1     | 1:54 | Lions Fighting Championship 4                            | 15.09.2012 | Itabuna    |                                                                            |
| Wygrana   | 4-0    | Ronilson Santos (0-0)           | TKO (niezdolność do kontynuowania walki) | 1     | 2:12 | Lions Fighting Championship 3                            | 12.05.2012 | Itabuna    |                                                                            |
| Wygrana   | 3-0    | Mahamadou Cisse (1-5)           | Poddanie (kimura)                        | 1     | 3:43 | 100% Fight 10: Supreme League Block C                    | 07.04.2012 | Paryż      |                                                                            |
| Wygrana   | 2-0    | Boubacar Baldé (2-2)            | Decyzja (jednogłośna)                    | 3     | 5:00 | Lions Fighting Championship                              | 15.10.2011 | Neuchâtel  |                                                                            |
| Wygrana   | 1-0    | Martin Vath (3-1)               | TKO (ciosy pięściami)                    | 1     | 0:56 | Shooto: Switzerland 7                                    | 04.09.2010 | Zurych     | Debiut w zawodowym MMA                                                     |